# سمفونی شماره ۷ (دورژاک)

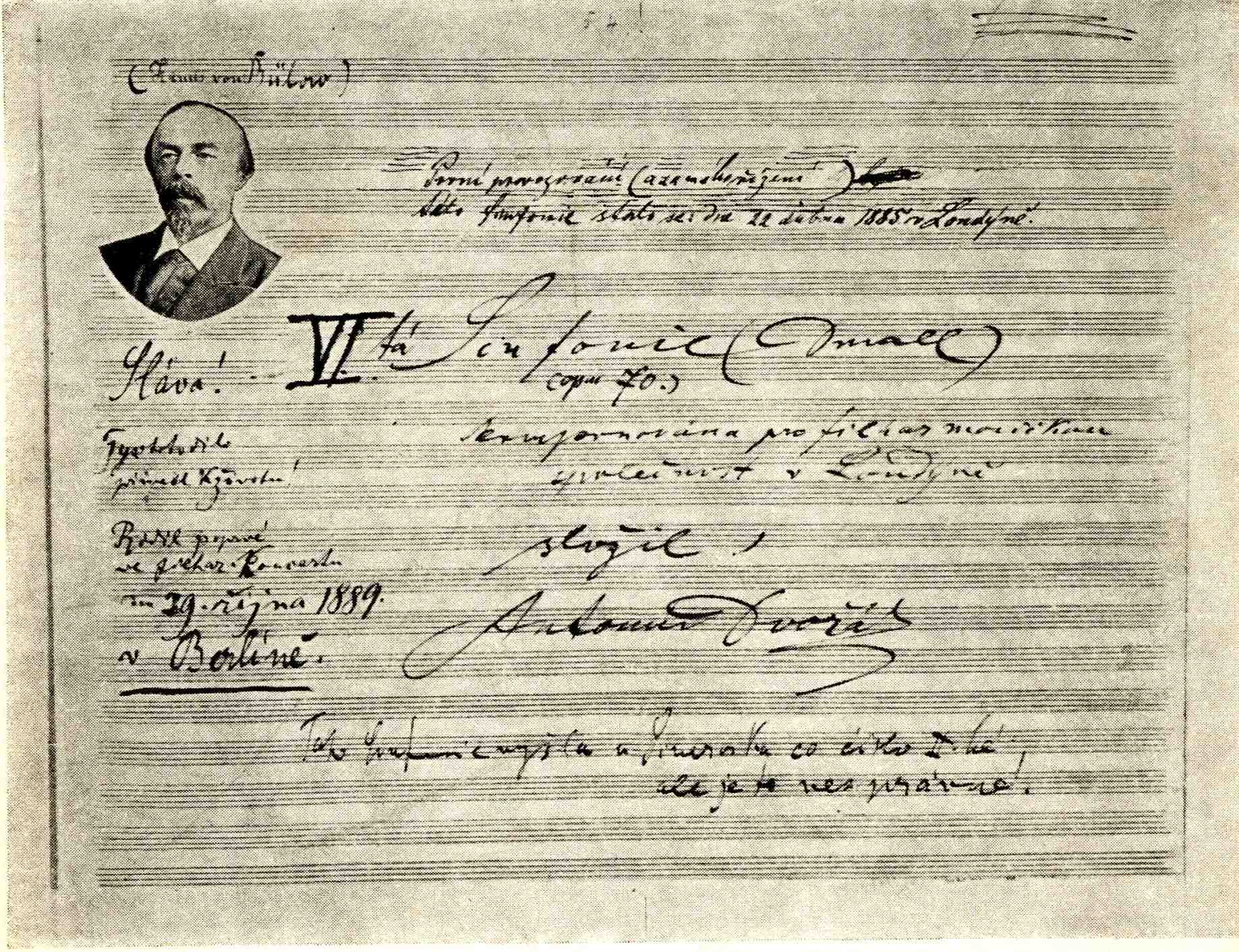
سمفونی شماره ۷ دورژاک به همراه پرتره‌ای از هانس فون بولو

سمفونی شماره ۷ (انگلیسی: Symphony No. 7) اپوس ۷۰ در گام ر مینور، هفتمین سمفونی از مصنف و آهنگساز کلاسیک سبک رمانتیک اهل چک، آنتونین دورژاک است که در ۱۸ مارس سال ۱۸۸۵ کار تصنیف آن به پایان رسید و نخستین اجرای آن مربوط به ۲۲ آوریل سال ۱۸۸۵ میلادی در سینت جیمزهال لندن است. این سمفونی در اصل با عنوان سمفونی شماره ۲ منتشر گردید.